# Eino Ruutsalo

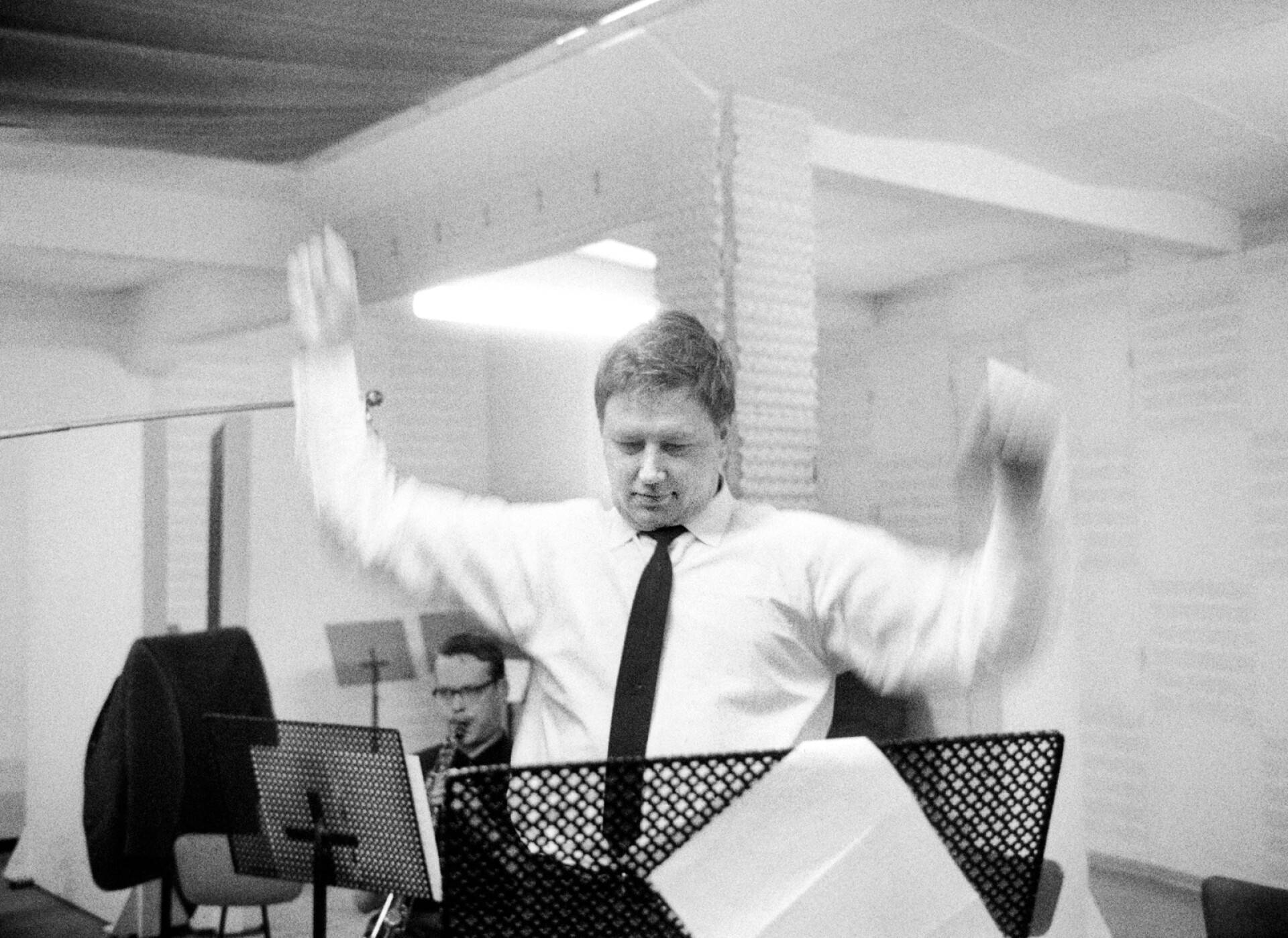
Eino Ruutsalo dirigeant l'enregistrement d'une musique d'un film dans son studio.

Eino Ruutsalo, né le 19 septembre 1921 à Tiutinen, Kotka (Vallée de la Kymi) et mort le 2 avril 2001 à Helsinki (Uusimaa), est un réalisateur, scénariste et producteur de cinéma ainsi qu'un artiste visuel finlandais.
Ruutsalo a été un pionnier de l'art cinétique qui a été introduit en Finlande à la fin des années 1960. Parmi ses œuvres figure Ljusvägg, un mur de lumière de 17 mètres de long (1971) situé devant l'hôtel de ville d'Helsinki ainsi que la sculpture Eldpelare (1981) située dans une cour d'école (Meiningin koulu) à Kivenlahti (fi), Espoo. Il a également réalisé un grand nombre de courts métrages et de films d'animation,.

## Filmographie

### Réalisateur
- 1961 : Hetkiä yössä (fi)
- 1962 : Tuulinen päivä (fi)
- 1964 : Les Siffleurs (Viheltäjät)
- 1965 : L'Embarcadère (fi) (Laituri)